# Pione noire
Pionus chalcopterus
Espèce
Statut de conservation UICN

 LC  : Préoccupation mineure
Synonymes
Psittacus chalcopterus
Statut CITES
La Pione noire (Pionus chalcopterus) est une espèce d'oiseaux de la famille des Psittacidae.

## Description
24 à 28 cm de long. Plumage bleu manne, taché de blanc sur la gorge. Plumes du front lisérées de rose. Dessous des rectrices rouge. Cercle oculaire rosé, plus vif à la saison des nids. Yeux marron. Bec jaunâtre, pattes rosé brunâtre.

### Distribution
Cet oiseau peuple les Andes de la Colombie et de l'extrême ouest du Venezuela ainsi que les zones côtières de l'Équateur et de l'extrême nord-ouest du Pérou.

### Habitat
Forêts de montagne, en couples ou en petites bandes.

### Élevage
Des oiseaux doux, quoique nerveux, qui viennent parfois à se reproduire dans une petite volière de jardin, bien que l'on recommande généralement des volières spacieuses. Le succès n'est cependant pas assuré. À la suite d'un stress, ils peuvent se piquer mutuellement la tête au point qu'après des mois de séparation, les plumes ont parfois du mal à repousser.

### Reproduction
La ponte est de 2 à 4 œufs, l'incubation de 26 jours environ. Le mâle reste une partie du temps sur le nid en compagnie de la femelle qui assure seule l'incubation.

### Nourriture
Granivore, herbivore.

## Sous-espèces
Pionus chalcopterus chalcopterus
Pionus chalcopterus cyanescens